# Glukosid kyseliny p-kumarové
Glukosid kyseliny p-kumarové je glykosid odvozený od kyseliny p-kumarové, vyskytující se v chlebech obsahujících lněná semena.